# Municipio di Auckland
Il municipio di Auckland è un edificio storico della città neozelandese. Affacciato sulla Queen Street nel CBD di Auckland, esso ospita tutt'oggi l'amministrazione della città. L'edificio e le aree ad esso adiacenti sono altamente protette e sono classificate come patrimonio storico di categoria A in virtù della loro importanza nella storia di Auckland. 

## Storia
Inaugurato il 14 dicembre 1911 da Lord Islington, Governatore generale della Nuova Zelanda, il municipio di Auckland è uno degli edifici storici più distinti di Queen Street. Costato 126 000 sterline (circa 21 milioni di dollari neozelandesi nel 2017), è stato progettato dagli architetti australiani JJ & EJ Clarke, avendo la loro proposta in stile neorinascimentale italiano vinto sulle altre 46 che avevano partecipato al concorso appositamente indetto.
Gli interni dell'edificio sono stati pesantemente rinnovati tra il 1994 al 1997 al costo di 33 milioni di dollari neozelandesi, anche perché la struttura in muratura dell'edificio non presentava adeguate misure antisismiche. L'azienda ingegnerestica australiana Sinclair Knight Merz ha sviluppato diverse tecniche all'avanguardia per rinforzare la struttura rispettando allo steso tempo l'aspetto originale e d'importanza storica dell'edificio.

## Descrizione

### Organo del Municipio

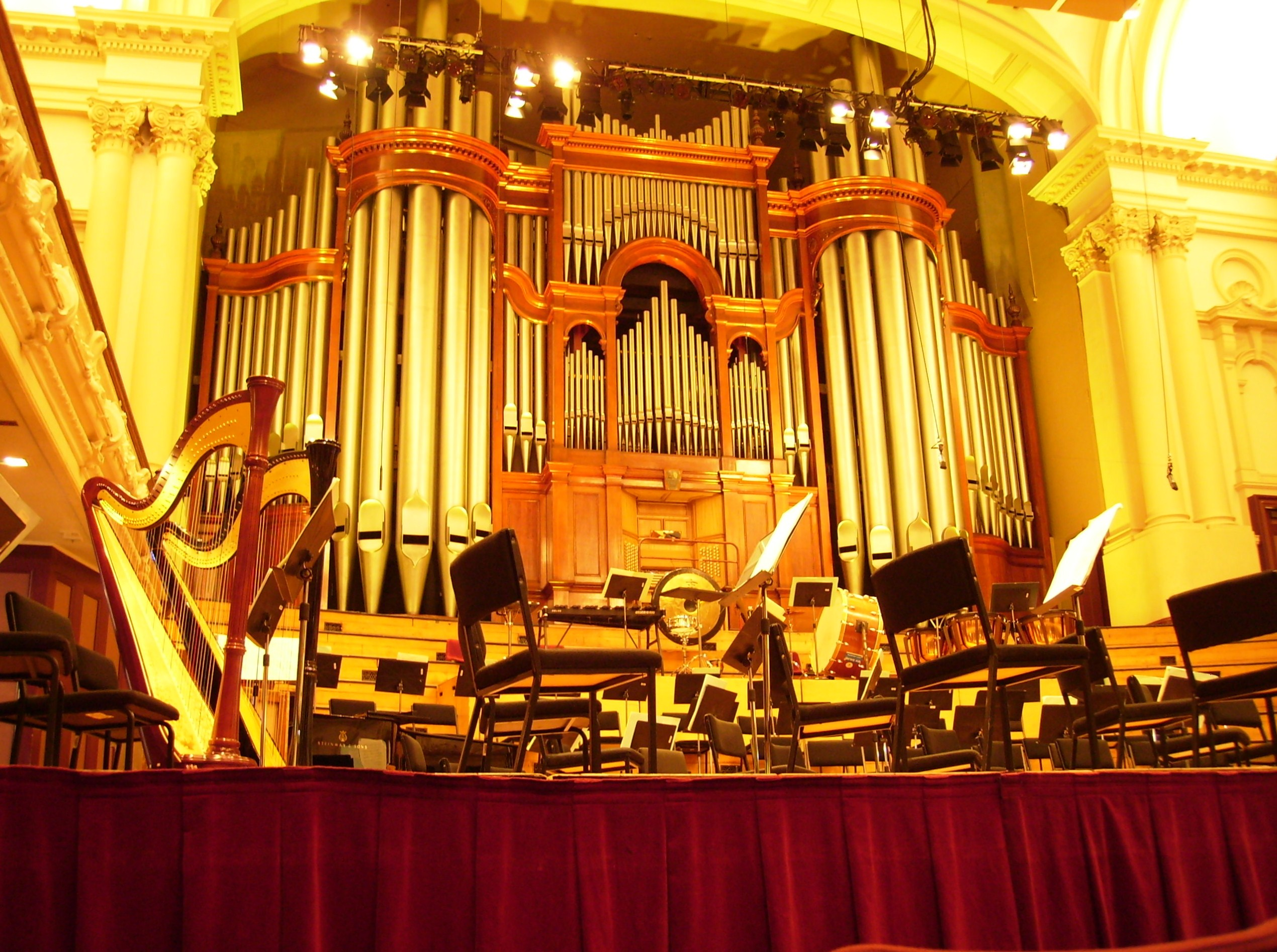
L'organo dopo il restauro nel 2010

L'organo del municipio, risalente al 1911, è il più grande strumento musicale del paese ed è esso stesso un "oggetto protetto" nella legge della Nuova Zelanda. Fu largamente rinnovato nel 1969-1970 quando il movimento per la riforma dell'organo raggiunse la Nuova Zelanda, alterando e riducendo significativamente il suo potere originale dell'era romantica, scartando molte parti dell'originale e aggiungendone di nuove per produrre un suono barocco allora alla moda.
Lo strumento risultante, molto compromesso, nel gennaio 2008 venne smontato per permetterne il restauro. L'organo ricostruito, che incorpora parti rimanenti dell'originale del 1911, alcuni componenti recentemente recuperati e nuovi elementi, fu costruito da Orgelbau Klais di Bonn, in Germania. Ritornò nella Sala Grande alla fine del 2008 e fu riassemblato come il più grande (e ancora una volta più potente) organo del paese.
La città di Auckland si era impegnata a fornire 3 milioni di NZ$ al progetto di restauro, con un residuo di $500.000 ottenuto tramite raccolta fondi privata. L'organo restaurato è stato presentato ufficialmente il 21 marzo 2010, con una sinfonia commissionata appositamente.

## Galleria d'immagini

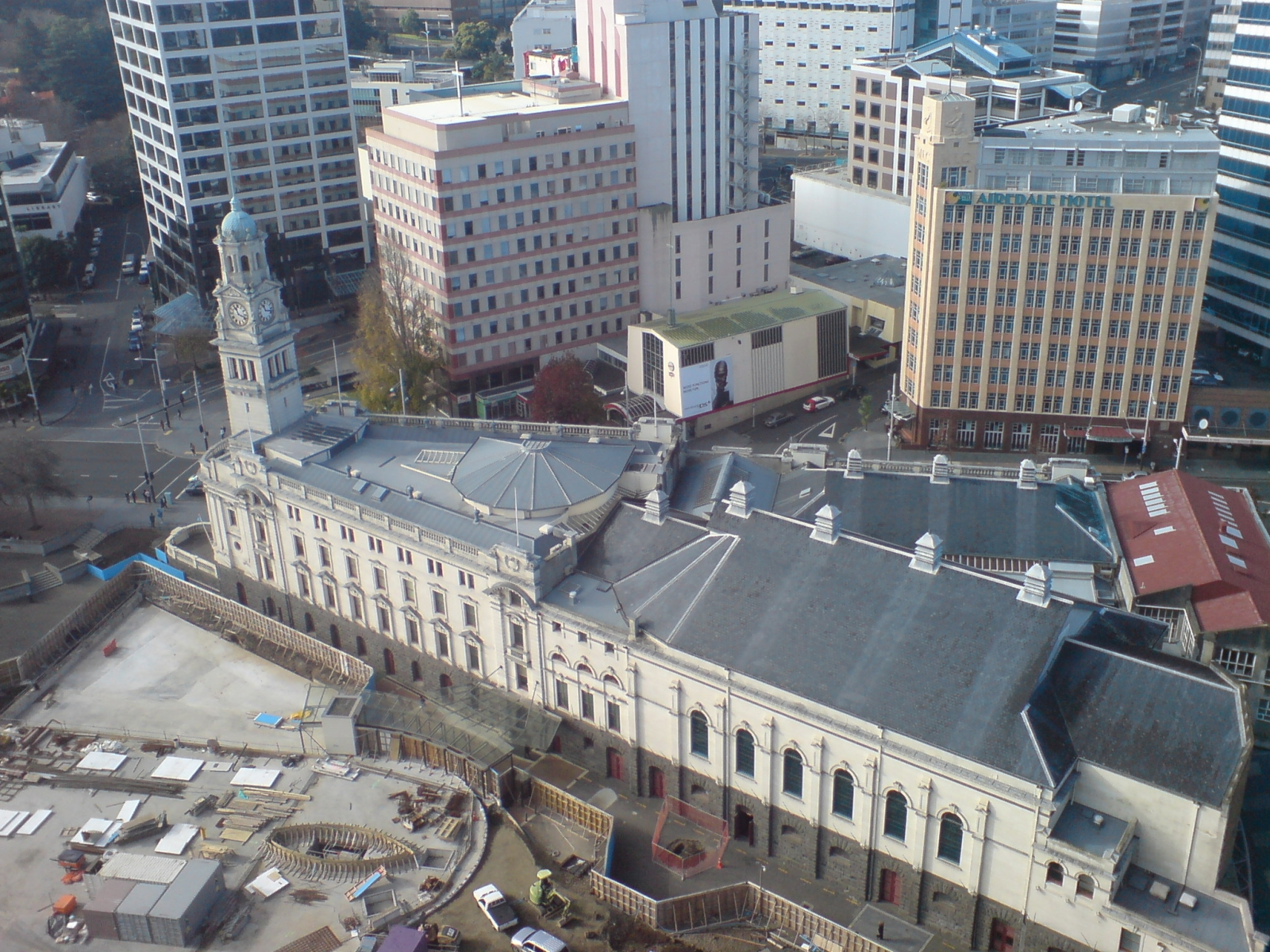
Vista aerea dell'edificio
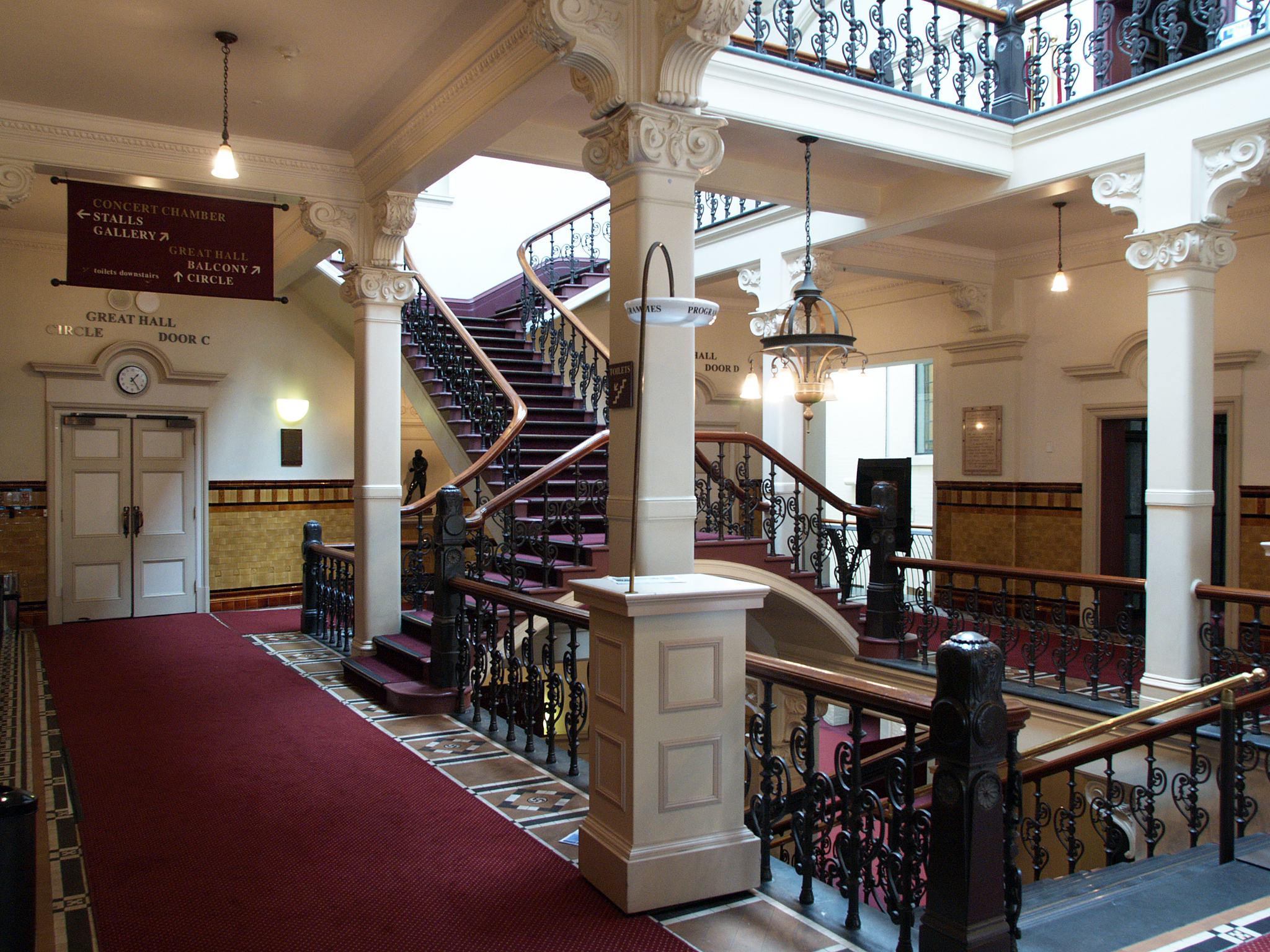
La scalinata principale
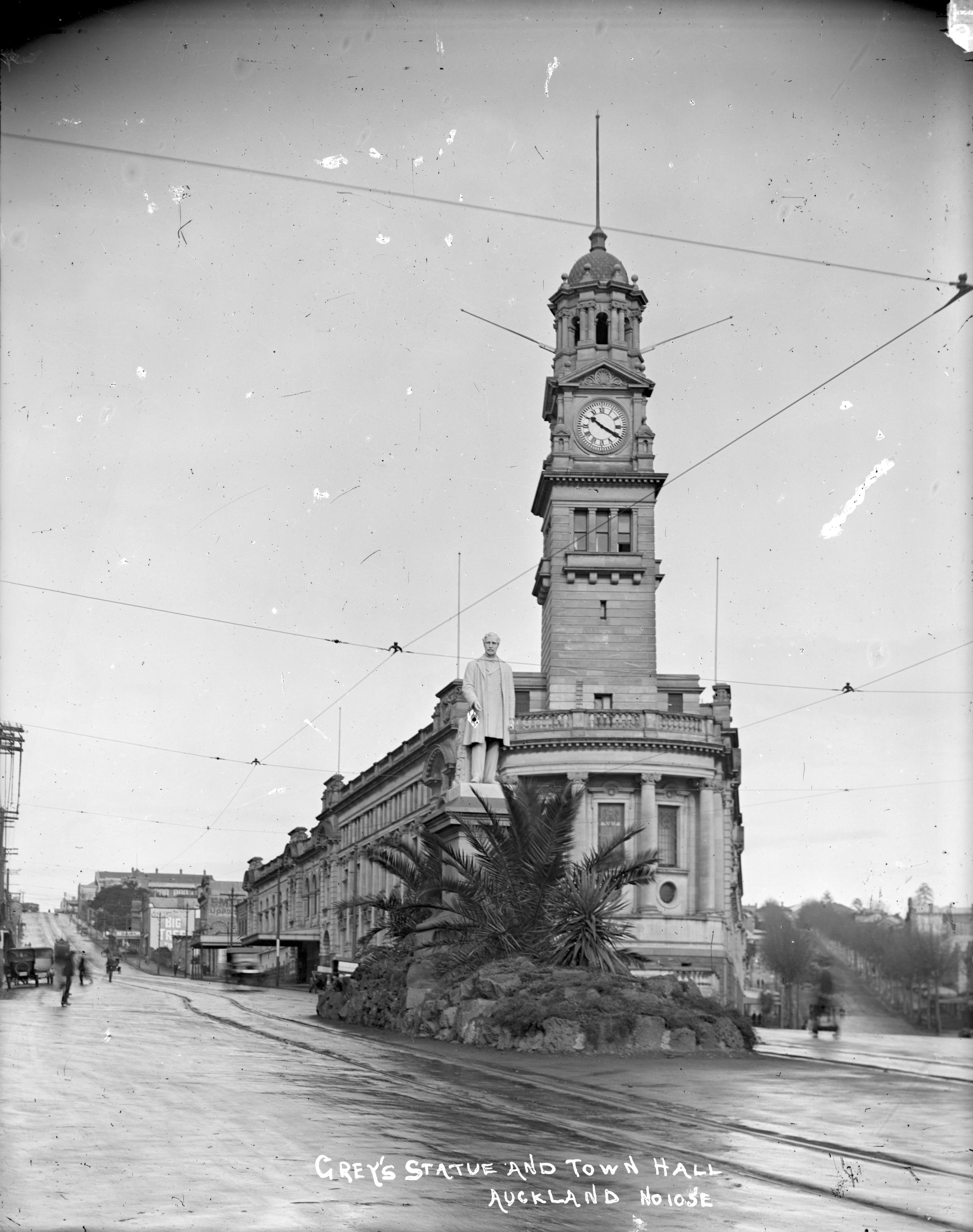
Fotografia storica dell'edificio
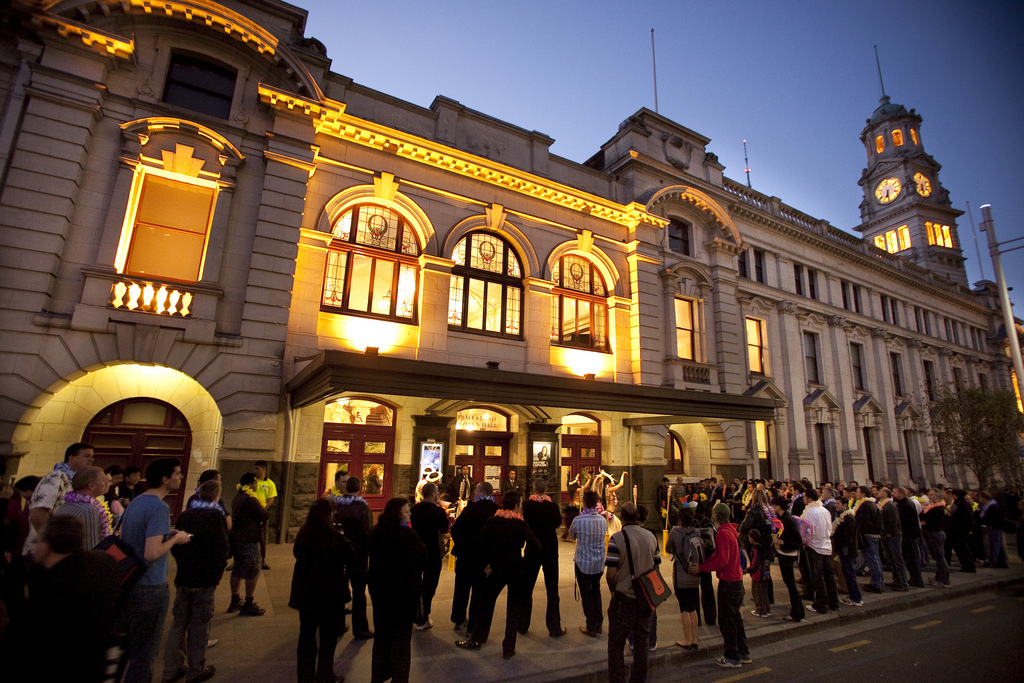
L'ingresso dell'edificio di notte